# Yemenia

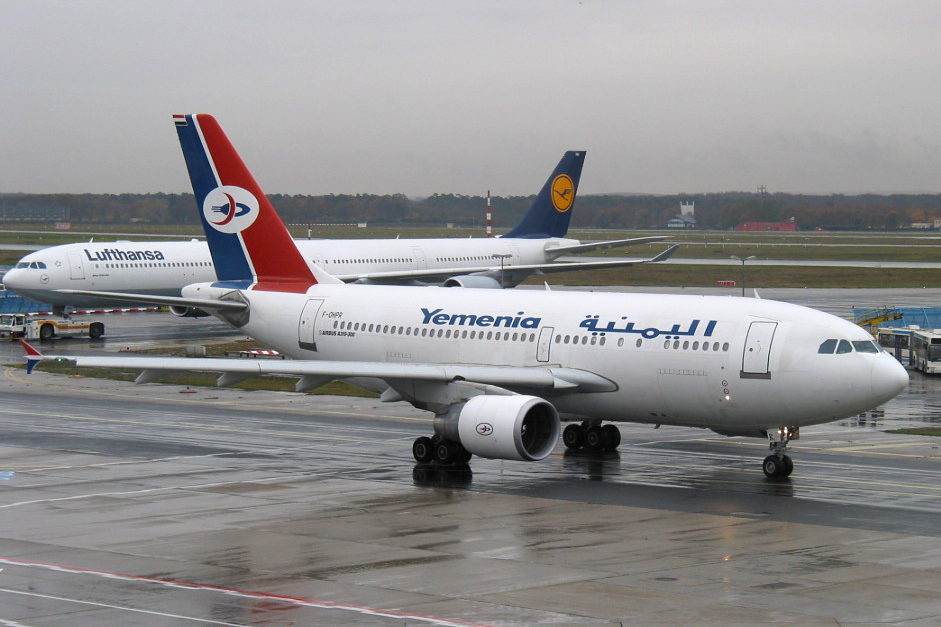
Бывший Airbus A310 Yemenia в аэропорту Франкфурта

Yemenia — Yemen Airways — национальный авиаперевозчик Йемена. Компания выполняет регулярные внутренние и международные пассажирские рейсы в пункты назначения в Африке и на Среднем Востоке из хабов в международном аэропорту Аден и реже из аэропорта Сайюн.

## Флот
На сентябрь 2022 года в парке авиакомпании находятся следующие самолеты:
7 мая 2025 года в результате удара ЦАХАЛа по аэропорту Саны было уничтожено 3 самолёта авиакомпании Yemenia.

## Происшествия
- 30 июня 2009 года рейс 626 авиакомпании Yemenia, летевший из Парижа с дозаправкой в Йемене (г. Сана) и следовавший на Коморские Острова, разбился в 23:30 по среднеевропейскому времени. На борту было 153 человека (142 пассажира и 11 членов экипажа, из них — 66 французов).[4]